# مارک کوک
مارک کوک (انگلیسی: Mark Cook، زاده ۷ سپتامبر ۱۹۸۸) بازیکن فوتبال اهل انگلستان بود.